# 微分方程式系の可積分条件
数学において、ある種の偏微分方程式系は、内在する幾何学的ないし代数的構造の観点から微分形式の言葉で定式化される。動機は、微分形式を用いて部分多様体を制限する手法を適用し、この制限手法と外微分が整合する事実を活用することにある。この定式化は、例えばある種の過剰決定系(over-determined system)に対するアプローチの候補となる。パフィアン系(Pfaffian system)は 1-形式によって指定される一方で、この理論は他のタイプの微分方程式系(differential system)も対象として含む。
n-次元多様体 M 上で微分可能な 1-形式 αi (i=1,2, ..., k) が与えられた時、積分可能多様体(integral manifold)とは、部分多様体 N であって、全ての点 p ∈ N における接空間が各々の αi により消去されるものをいう。
最大積分可能多様体(maximal integral manifold)は部分多様体
{\displaystyle i:N\subset M}
であり、形式
{\displaystyle i^{*}:\Omega _{p}^{1}(M)\rightarrow \Omega _{p}^{1}(N)}
上への制限写像の核(kernel)が N の全ての点 p で αi ではられるような部分多様体である。加えて、 αi が線型独立であれば、N は (n − k)-次元である。i: N ⊂ M は埋め込まれた多様体である必要はないことに注意する。
パフィアン系は、N が最大積分可能多様体により葉層構造(foliation)を持つときに、完全可積分(completely integrable)と言われる。（葉層構造は、必ずしも正規(regular)である必要はない、つまり、葉層構造の葉は部分多様体に埋め込まれていなくともよい。）
可積分条件(integrability condition)は、αi 上の条件で十分に大きな次元で積分可能な部分多様体が存在することを保証する条件を言う。

## 必要十分条件
パフィアン系が完全可積分(complete integrability)であるための必要十分条件は、フロベニウスの定理(Frobenius theorem)により与えられる。フロベニウスの定理の一つのバージョンは、イデアル {\displaystyle {\mathcal {I}}} が代数的に環 Ω(M) 内の αi により生成されるとすると、言い換えると
{\displaystyle d{\mathcal {I}}\subset {\mathcal {I}}}
とすると、系は最大積分可能多様体により葉層構造(foliation)を持つ。（逆は定義より明らかである。）

## 非可積分系の例
すべてのパフィアン系がフロベニウスの意味で完全可積分であるわけではない。例えば、R3 - (0,0,0) 上の次の 1-形式を考えると、
{\displaystyle \theta =x\,dy+y\,dz+z\,dx.}
もし dθ が上記の θ で生成されたイデアルの中にあるとすると、ウェッジ積の歪性(skewness)により
{\displaystyle \theta \wedge d\theta =0}
となる。しかし、直接計算すると、
{\displaystyle \theta \wedge d\theta =(x+y+z)\,dx\wedge dy\wedge dz}
は、R3 上の標準体積形式に非零の数をかけたものとなる。従って、2次元の葉は存在せず、系は完全可積分ではない。
他方、
{\displaystyle x=t,\quad y=c,\qquad z=e^{-{t \over c}},\quad t>0}
で定義される曲線は、上記の任意の定数 c のパフィアン系の解（すなわち、積分曲線(integral curve)）となることが容易にわかる。

## 応用例
リーマン幾何学において、正規直交するコフレーム(coframe) θi を求める問題を考える。つまり、各点で余接空間の基底を与える 1-形式の組 θi で、{\displaystyle \langle \theta ^{i},\theta ^{j}\rangle =\delta ^{ij}} を満たし、かつ閉である (dθi = 0, i=1,2, ..., n) ものを求めたい。ポアンカレの補題により、θi は局所的に多様体上のある関数 xi を以て完全形式 dxi となり、M の開部分集合と Rn の開部分集合の間の等長写像(isometry)を与える。このような多様体を局所平坦(locally flat)という。
この問題は、M のコフレームバンドル(coframe bundle)に関する問題に帰着する。そのような閉コフレームがあったとする。
{\displaystyle \Theta =(\theta ^{1},\dots ,\theta ^{n}).}
別のコフレーム {\displaystyle \Phi =(\phi ^{1},\dots ,\phi ^{n})} があったとすると、2つのコフレームは直交変換
{\displaystyle \Phi =M\Theta }
によって、代わり合う。接続 1-形式を ω とすると、
{\displaystyle d\Phi =\omega \wedge \Phi }
を得る。
他方、
{\displaystyle {\begin{aligned}d\Phi &=(dM)\wedge \Theta +M\wedge d\Theta \\&=(dM)\wedge \Theta \\&=(dM)M^{-1}\wedge \Phi .\end{aligned}}}
である。しかし、{\displaystyle \omega =(dM)M^{-1}} は直交群(orthogonal group)のモーレー・カルタンの微分形式である。従って、構造方程式{\displaystyle d\omega +\omega \wedge \omega =0} に従い、これはまさに M の曲率 {\displaystyle \Omega =d\omega +\omega \wedge \omega =0} である。フロベニウスの定理の応用により、多様体 M が局所平坦ということと、曲率がゼロであるということとは同値であると結論できる。

## 一般化
必ずしも 1-形式から生成されるものだけではない微分方程式系の可積分条件には多くの一般化が存在する。これらの中で最も有名なものは、カルタン・ケーラーの定理(Cartan-Kähler theorem)である。この定理は、実解析的微分方程式系に対して機能するのみならず、カルタン・倉西の延長定理(Cartan–Kuranishi prolongation theorem)でも機能する。詳細は、参考文献を参照。